# Polizeiruf 110: Henkersmahlzeit
Henkersmahlzeit ist ein deutscher Kriminalfilm von Hartmut Griesmayr aus dem Jahr 2002. Es ist die 237. Folge innerhalb der Filmreihe Polizeiruf 110 und der 18. Fall für die halleschen Kommissare Schmücke und Schneider.

## Handlung
Während Restaurantbetreiber Marco Witte zusammen mit seiner Ehefrau Laura bei einem Picknick am Saaleufer weilt, erscheinen plötzlich zwei maskierte Männer. Sie schlagen ihn nieder und entführen Laura Witte. Die Polizei schaltet sich sofort ein und Schmücke und Schneider nehmen sich des Falles an. Per SMS kommt vom Täter die Aufforderung eine Million an Lösegeld bereitzuhalten. Für die Kommissare erscheint es verwunderlich, dass Witte ganz offen seine Freundin, die Psychologin Eva Berner, präsentiert. Angeblich wüsste seine Frau davon und hätte es toleriert.
Schmücke und Schneider durchleuchten zunächst die Möglichkeit einer Schutzgelderpressung, was für Lokale von Wittes Größenordnung nicht ungewöhnlich wäre. Ehe sie in dieser Richtung etwas erreichen können, wird die Leiche von Laura Witte gefunden. Kurz darauf gerät der in der Schutzgeldszene einschlägig bekannte Passlack ins Visier der Ermittler. Er leugnet allerdings, bis zu einem Mord zu gehen. Da nichts Beweisbares gegen ihn vorliegt, bleibt Passlack auf freiem Fuß. Als Schmücke und Schneider ihn noch einmal befragen wollen, wird er vorher umgebracht. Erstochen mit dem gleichen Messer wie Laura Witte.
Obwohl die Kommissare keinen konkreten Anhaltspunkt haben, deuten viele kleine Hinweise immer mehr auf eine Beziehungstat, die nur als Entführung getarnt werden sollte. Nachdem Wittes Geliebte unter Tatverdacht geriet und verhaftet wurde, begeht sie in ihrer Zelle Selbstmord. Witte nutzt diese Chance und schiebt jegliche Schuld auf Eva Berner. Dennoch gelingt es Schmücke und Schneider eindeutige Indizien gegen Marco Witte zu finden. Sie konfrontieren ihn mit ihren Ermittlungsergebnissen, woraufhin er einknickt und den Mord an seiner Frau gesteht. Seit dem Konkurs ihres ersten Lokals habe Witte nur noch im Schatten seiner Frau gestanden, was er am Ende nicht mehr ertragen konnte. Bei der Entführung habe ihm Passlack geholfen.

## Hintergrund
Henkersmahlzeit wurde im Auftrag des MDR vom „Mitteldeutsches Filmkontor“ (MDF) produziert. Die Dreharbeiten erfolgten in Halle und der Umgebung von Halle. Am 17. März 2002 erfolgte im Ersten Programm der ARD zur Hauptsendezeit die Deutsche Erstausstrahlung.

## Kritik
Die Kritiker der Fernsehzeitschrift TV Spielfilm vergaben eine mittlere Wertung (Daumen zur Seite) und schrieben dazu: „Wenig raffiniert und gemütlich inszeniert“.